# Chu!☆Lips
Chu!☆Lips（チュッリップス）は、日本のアイドルグループ。略称はチュップス。

## メンバー

### 最終メンバー
りお（りおりー・綿瀬莉織）
1986年3月24日生まれ。栃木県出身。A型。
初期メンバー。
なっちん（愛川奈緒美）
1985年6月12日生まれ。東京都出身。AB型。
初期メンバー、リーダー。
栗田（栗田栞）
1990年5月28日生まれ。神奈川県出身。A型。
元花やしき歌劇団リーダー。2008年4月からメンバーとなる。

### 解散時のメンバー
ハマちゃん（ハマック柳田）
青森県出身。
もともとライブには稀にしか出現しなかったが、2008年グループの移籍後メンバーではない。
まお（河西舞桜）
1988年4月13日生まれ。東京都出身。O型。
元AKB48の河西智美の姉。元Survivёリーダー。2007年3月に卒業。
ヤンヤン（矢野瑛子）
1985年12月13日生まれ。兵庫県出身。O型。2006年10月に卒業。
めい（秋葉芽衣）
1989年12月25日生まれ。東京都出身。A型。2006年2月に卒業。
あさみん（阿川麻美）
1986年9月22日生まれ。神奈川県出身。O型。
トッコ（中澤都希子）
1990年2月22日生まれ。滋賀県出身。A型。2008年3月に卒業。
あいち（中山愛）
1987年3月9日生まれ。北海道出身。O型。2008年2月に卒業。
ピッチ（駒宮美都季）
1988年5月24日生まれ。京都府出身。O型。
元Survivёメンバー。2009年11月に卒業。
じゅにぁ（栗田恵里）
1992年6月5日生まれ。A型。
栗田の実妹。2010年11月からメンバーとなる。病気療養のため、2011年2月に卒業。
なったん（山下奈津美）
1988年10月18日生まれ。A型。
元銀河っ娘クラブ水星組リーダー。2010年11月からメンバーとなる。病気療養のため、2011年8月に卒業。

## 概要
2005年3月21日マジシャンのハマちゃんをリーダーとするエンターテイメントユニットとして結成され、2005年4月アニメ「ゴキブリちゃん」の主題歌でCDデビュー。
その後もCDやMUSIC DVDをリリース、東京を中心にライブイベントを重ね、いわゆるライブアイドル（地下アイドル）としては最も注目される存在となり、雑誌などで何回も紹介された。様々な背景（時代、場所、設定）の楽曲を、舞台上でエンターテイメントとして表現することから「超時空アイドル系ユニット」を名乗っている。またファンが客席で曲に合わせた大規模なパフォーマンスをすることでも知られる。
2010年5月、日本での活動を停止し、中国で公演するはずだったが、上海万博での外国人公演制限の余波を受けて、同年7月下旬より日本でのライブ活動を再開。
2011年10月9日、初台theDoorsのライブにて同年12月に解散することを発表。
2011年12月18日、吉祥寺CLUB SEATAでのワンマンライブ「Chu!☆Lips FINAL 第1回チキチキ チュップス&チュッパー2464日めのゆあーしょっく!?」をもって解散。
2013年12月22日、高円寺Highでのワンマンライブ「Chu!☆Lips 第2回チキチキ チュップス&チュッパー夢のゆあーしょっく!?」で復活（Fukka☆Chu!と表記）。

## ディスコグラフィ

### シングル
- キスキスキスの嵐（2005年4月27日発売：SNR-05002）
  - 表題曲「キスキスキスの嵐。」はCS放送TBSチャンネルのアニメ「ゴキブリちゃん」主題歌

1. キスキスキスの嵐。
2. 恋はイリュージョン
3. とびっきり！恋の大ジャンプはＫ点越え！
4. キスキスキスの嵐。（カラオケ）
5. 恋はイリュージョン（カラオケ）
6. とびっきり！恋の大ジャンプはＫ点越え！（カラオケ）

- チュップスギャング団のテーマ（2006年5月3日発売：SNR-06010）

1. チュップスギャング団のテーマ
2. デートに誘ってくだチャイナ！
3. チュップス＆チュッパー
4. チュップスギャング団のテーマ（カラオケ）
5. デートに誘ってくだチャイナ！（カラオケ）
6. チュップス＆チュッパー（カラオケ）

- アラビアンナイトde決めナイト!（2006年11月29日発売：SNR-06016）

1. アラビアンナイトde決めナイト！
2. 素敵なお嫁さん
3. ありがとう～みんなに出会えた奇跡～
4. アラビアンナイトde決めナイト！（カラオケ）
5. 素敵なお嫁さん（カラオケ）
6. ありがとう～みんなに出会えた奇跡～（カラオケ）

- たまにゃ☆ハメはずしゃ☆いんじゃない（2008年7月16日発売：SNR-08028）

1. たまにゃ☆ハメはずしゃ☆いんじゃない
2. 見つめて！キスして！抱きしめて！
3. ワタシマニアのアナタが好き
4. ずっと忘れないよ　～おばあちゃん達の素敵な思い出ばなし～
5. たまにゃ☆ハメはずしゃ☆いんじゃない（カラオケ）
6. 見つめて！キスして！抱きしめて！（カラオケ）
7. ワタシマニアのアナタが好き（カラオケ）
8. ずっと忘れないよ　～おばあちゃん達の素敵な思い出ばなし～（カラオケ）

- 100万馬力のお年頃（2009年1月7日発売：SNR-09038）
  - カップリング「あなたがいないよ」は映画「キネマの高円寺(へきち)～高円寺流恋情歌～」主題歌

1. 100万馬力のお年頃
2. 夢はいつもここにある
3. あなたがいないよ
4. 100万馬力のお年頃（カラオケ）
5. 夢はいつもここにある（カラオケ）
6. あなたがいないよ（カラオケ）

- 白チュップス☆黒チュップス（2009年8月26日発売：SNR-09052）

1. 私をドライブに連れてって
2. 悪魔の憂鬱
3. 悪魔る★悪魔れば★悪魔るとき
4. 私をドライブに連れてって（カラオケ）
5. 悪魔る★悪魔れば★悪魔るとき（カラオケ）

- 恋のゲーム教えて（2009年12月23日発売：SNR-09059）
  - PCゲーム「幻月のパンドオラ」（Q-X）EDテーマ

1. 恋のゲーム教えて
2. 恋のコントローラー
3. 本気で投げキッス！
4. 恋のゲーム教えて（カラオケ）
5. 恋のコントローラー（カラオケ）
6. 本気で投げキッス！（カラオケ）

- ザ・ゴールデンチュップス（2011年4月20日発売：SNR-11085） - 当初3月23日発売予定だったが東北地方太平洋沖地震の影響で延期となった

1. Ohプリーズ神様お願い！！
2. クールだぞぃ！
3. Ohプリーズ神様お願い！！（カラオケ）
4. クールだぞぃ！ （カラオケ）

### アルバム
- 聴くクスリ（2005年9月21日発売：SNR-05004）

1. ヒロイン気分にゃ★ひたレンジャー！
2. 大好きよパパ
3. 恋はイリュージョン
4. 必殺！からくり館は江戸の花
5. とびっきり！恋の大ジャンプはＫ点越え！
6. ICHA ICHAしたいロケンロール！
7. ヒロイン気分にゃ★ひたレンジャー！(カラオケ)
8. 大好きよパパ (カラオケ)
9. 恋はイリュージョン(カラオケ)
10. 必殺！からくり館は江戸の花 (カラオケ)
11. とびっきり！恋の大ジャンプはK点越え! (カラオケ)
12. ICHA ICHAしたいロケンロール！(カラオケ)

- コンプリート・ベスト　青盤（2008年1月16日発売：SNR-08024）

1. 胸騒ぎのエ・ロ・ス
2. アラビアンナイトde決めナイト！
3. しあわせサンバ
4. あなたが居ればこの世界はズバババーン!!
5. 恋はイリュージョン
6. 必殺！からくり館は江戸の花
7. さよならって言わないよ
8. ハピ(*＞ω＜*)ラキ♪バースデー
9. チュップスギャング団のテーマ
10. ヒロイン気分にゃ★ひたレンジャー！
11. チュップス＆チュッパー
12. 胸騒ぎのエ・ロ・ス（カラオケ）
13. さよならって言わないよ（カラオケ）
14. ハピ(*＞ω＜*)ラキ♪バースデー（カラオケ）

- コンプリート・ベスト　赤盤（2008年1月16日発売：SNR-08025）

1. ウルトラ☆メガトン☆大好き♡
2. デートに誘ってくだチャイナ！
3. あきらめないで
4. 大好きよパパ
5. 素敵なお嫁さん
6. おもちゃの指輪
7. 星のフラメンコ
8. マイヒーロー
9. ICHA ICHAしたいロケンロール
10. 有頂天ジェット噴射
11. とびっきり！恋の大ジャンプはＫ点越え！
12. ありがとう～みんなに出会えた奇跡～
13. ウルトラ☆メガトン☆大好き♡（カラオケ）
14. おもちゃの指輪（カラオケ）

- コンプリート・ベスト　黄盤（2011年8月24日発売：SNR-11100）

1. 私をドライブに連れてって
2. 恋のコントローラー
3. 100万馬力のお年頃
4. ワタシマニアのアナタが好き
5. Ohプリーズ神様お願い!!
6. 本気で投げキッス！
7. あなたがいないよ
8. 夢はいつもここにある
9. たまにゃ☆ハメはずしゃ☆いんじゃない
10. 恋のゲーム教えて
11. クールだぞぃ！
12. 悪魔る★悪魔れば★悪魔るとき
13. 見つめて！キスして！抱きしめて！
14. 僕達の宝物
15. ずっと忘れないよ 〜おばあちゃん達の素敵な思い出ばなし〜

### DVD
- Chu!☆Lips診るクスリ（2005年10月28日発売）
- Chup's! of☆the☆world（2006年7月27日発売）
- Chup's! A Go!Go!（2007年4月25日発売）
- ヒロイン戦隊　Chup's!5（2007年8月15日発売）
- 一富士・二鷹・三チュップス ～円山町より愛を込めて～（2009年3月18日発売）

（2009年1月9日のワンマンライブDVD）
- ワケあって結成日から1ヶ月遅れで6周年突入!ワンマンライブだよ全員集合!!（2010年6月発売）

（2010年4月29日のワンマンライブDVD）
- ザ・ゴールデン・チュップス物語　第1話／第2話（2011年7月31日発売）

（2011年5月3日のワンマンライブDVD）
- Chu!☆Lips FINAL 第1回チキチキ チュップス＆チュッパー2464日めのゆあーしょっく!?（2012年発売）

（2011年12月18日のファイナルライブDVD）

## メディア出演

### テレビ
- 月刊MelodiX! （2011年5月、テレビ東京） - 「100万馬力のお年頃」を披露

### ラジオ
レギュラー番組
- GIRLS GIRLS GIRLS =RED ZONE= C-Lip★LAND（FM-FUJI：毎週金曜 23:30 - 23:55、2011年7月 - ）

ゲスト出演
- GALACTICA GOLDENBALL（FM-FUJI：2011年7月1日）

### 雑誌
- ヤンヤン （2008年5月、創刊号、インタビュー掲載）
- ヤンヤン （2010年4月、第12号（ライブアイドル応援号）、インタビュー掲載）

## 備考
ファンは「チュッパー」と呼ばれている（「チュップス＆チュッパー」という曲がある）。